# Miguel Bosé
Pour les articles homonymes, voir Bose.
Miguel Bosé est un chanteur et acteur panamo-italo-espagnol, né le 3 avril 1956 à Panama (État du Panama).
Il a enregistré vingt-deux albums, participé au tournage de trente-cinq films et à de nombreux spectacles télévisés et est actuellement directeur de théâtre. Depuis 2010, il a également la citoyenneté colombienne, qui lui a été accordée de façon honorifique.

## Biographie
Miguel Bosé est le fils du torero espagnol Luis Miguel Dominguín (né Luis Miguel González Lucas) et de l'actrice italienne Lucia Bosè (née Lucia Borloni, 1931-2020, et miss Italie 1947). Luchino Visconti est son parrain et Pablo Picasso celui de sa sœur Paola.
Son nom d'état civil est successivement Luis Miguel González Bosé, devenu Miguel Dominguín Bosé puis Miguel Bosé Dominguín.
En 1972, il débute au cinéma à l'âge de 15 ans aux côtés de sa mère dans Les Enfants de chœur de Duccio Tessari. Il enregistre en 1977 son premier album, intitulé Linda. Il remporte le Festivalbar en 1980 et 1982. En 1991, il interprète au cinéma le rôle d'un juge, chanteur travesti à ses heures, pour le film Talons aiguilles de Pedro Almodóvar.
En 2000, Miguel Bosé est récompensé au Hard Rock du Mexique[Quoi ?] par un disque de platine pour les ventes de son album Lo mejor de Bosé. En 2008, il remporte plusieurs prix Ondas, dont celui du meilleur album pour Papito.
En 2008, il reçoit la Médaille d'or du mérite des beaux-arts de la part du Ministère de l'Éducation, de la Culture et des Sports espagnol.

### Vie privée
En mars 2011, il annonce la naissance de ses jumeaux Diego et Tadeo, nés d'une mère porteuse américaine.

### Évasion fiscale
En octobre 2021, son nom est cité dans les Pandora Papers.

## Discographie
Discographie classée par label.

### Ariola
- 1975 : Soy / For Ever For You (single)
- 1976 : Es tan fácil / Who? (single)

### CBS
- 1977 : Linda
- 1978 : Miguel Bosé
- 1979 : ¡Chicas!
- 1980 : Miguel
- 1981 : Más allá
- 1982 : ¡Bravo, muchachos! Los grandes éxitos
- 1983 : Made in Spain (Portada por Andy Warhol)
- 1984 : Bandido

### WEA
- 1986 : Salamandra
- 1987 : XXX
- 1990 : Los chicos no lloran
- 1990 : Directo 90'
- 1993 : Bajo el signo de Caín
- 1995 : Laberinto
- 1997 : Mordre dans ton cœur, traduction des textes en français, Elli Medeiros
- 1998 : 11 maneras de ponerse un sombrero
- 1999 : Lo mejor de Bosé
- 2000 : Girados en concierto, 2CD (concert en duo avec Ana Torroja)
- 2001 : Sereno
- 2004 : Por vos muero
- 2005 : Velvetina
- 2007 : Papito, édition normale 1CD : 15 duos d'aujourd'hui avec 15 artistes différents
- 2007 : Papito, édition limitée 2CD : 30 duos, 15 d'aujourd'hui et 15 d'hier
- 2007 : Papitour, CD (18 titres) + DVD (31 titres), concert enregistré le 21 juin 2007 à Madrid
- 2008 : Papito Edición Gala TVE, CD+DVD, gala enregistré le 19 décembre 2007 pour TVE television Espanola
- 2008 : Bosegrafia 1985-2007, 10 CD + 2 DVD retraçant la collaboration de Miguel Bosé et Warner Music. Inclus de nombreux bonus audios et vidéos.
- 2010 : Cardio
- 2010 : Cardio Edición Deluxe réédition de l'album agrémenté d'un CD remix (neuf titres) ainsi que d'un DVD incluant un documentaire sur la réalisation de l'album, un Clip et deux galeries photos
- 2011 : Cardio Tour - CD+DVD Live
- 2012 : Papitwo édition normale 1CD : 14 nouveaux duos d'aujourd'hui avec 15 artistes différents
- 2012 : Papitwo édition limitée 2CD : 28 duos, 14 d'aujourd'hui et 14 d'hier
- 2013 : Colección Definitiva, compilation édition normale 2CD de 37 titres
- 2013 : Colección Definitiva Edición Deluxe, comprend  4CD de 73 titres ainsi qu'un DVD de 36 vidéoclips
- 2014 : Amo
- 2016 : MTV Unplugged

## Filmographie
- 1972 : Les Enfants de chœur (Gli Eroi) de Duccio Tessari : le soldat allemand Emmerich
- 1974 : Vera, un cuento cruel de Josefina Molina : Enrique
- 1976 : Giovannino de Paolo Nuzzi :
- 1976 : Retrato de familia d'Antonio Giménez Rico : Cécil Rubes
- 1976 : La Orca d'Eriprando Visconti : Humberto
- 1976 : Garofano Rosso de Luigi Faccini : Alessio Mainardi
- 1977 : Suspiria de Dario Argento : Mark, un étudiant, ami de l'héroïne
- 1977 : Oedipus orca d'Eriprando Visconti : Humberto
- 1977 : La Gabbia de Carlo Tuzii (téléfilm) : Carlo
- 1977 : Adios California de Michele Lupo : Willy Preston
- 1978 : Sentados al borde de la mañana con los pies colgando d'Antonio José Betancor : Miguel
- 1978 : La Borgata dei sogni de Daniele Pettinari :
- 1981 : Cosa de locos d'Enrique Dawi :
- 1982 : Due di tutto d'Enzo Trapani (série tv) :
- 1985 : Le Chevalier du dragon (El caballero del dragon) de Fernando Colomo : Ix
- 1987 : En penumbra de José Luis Lozano : Maniqui
- 1988 : Le Secret du Sahara d'Alberto Negrin  : El Halem
- 1990 : L'Avaro de Tonino Cervi : Valerio
- 1991 : Lo más natural de Josefina Molina : Andrés
- 1991 : Talons aiguilles de Pedro Almodóvar : Letal, le juge Juez Dominguez, Hugo
- 1991 : Euroflics, épisode Shanghai Lily de Rafael Moléon (série tv) :
- 1992 : La Nuit sacrée de Nicolas Klotz : le consul
- 1992 : Mazeppa de Bartabas : Théodore Géricault
- 1994 : La Reine Margot de  Patrice Chéreau : Henri Ier Duc de Guise
- 1994 : Enciende mi pasion de José Ganga : Angel
- 1995 : Gazon maudit de Josiane Balasko : Diego
- 1995 : Libertarias de Vicente Aranda : Cura, secrétaire de Durruti
- 1996 : Oui d'Alexandre Jardin : Hugo
- 1996 : Amor digital de Ramon Margareto (court-métrage) : Cinco-Cinco
- 1998 : La Mirada del otro de Vicente Aranda : Santiago
- 1999 : Lorca d'Inaki Elizalde (court-métrage) : Lorca
- 2002 : El Forastero de Federico Garcia Hurtado : le touriste (non crédité)
- 2016 : Le Ministère du temps (série télévisée) :

## Collaborations artistiques
Le chanteur se produit régulièrement avec d'autres artistes. Ses albums Papito et Papitwo en sont des exemples. Il a notamment chanté, sur des disques ou lors de shows, avec Shakira, Ricky Martin, Laura Pausini, Michael Stipe (chanteur de R.E.M.), Gloria Gaynor, Ana Torroja (chanteuse de Mecano), Kylie Minogue, Michael Bublé, Penélope Cruz, Juanes, Noa, Natasha St-Pier...

## Autres activités
Miguel Bosé est aussi connu en Italie et en Espagne comme présentateur de télévision. En 1988, il présente une émission de variétés pour la Rai, puis la soirée d'inauguration de Telecinco en 1990, avec Victoria Abril. En Espagne, il a présenté Septimo de caballeria pour TVE-1 , puis en 2002, Operazione Trionfo (version italienne de Star Academy) sur Italia 1. En 2012, il est jury dans El Numéro Uno sur Antena 3, puis coach vocal dans le La voz... México (version mexicaine de The Voice). En 2013 et 2014, il est directeur artistique d'une équipe dans une émission de talents, Amici, pour la télévision italienne.
Selon une interview donnée au Pérou[Quand ?], il porte deux projets littéraires, dont un recueil de nouvelles[réf. nécessaire].